# 豊津村 (千葉県)
豊津村（とよつむら）は、かつて千葉県安房郡に存在した村。現在の館山市の中部に位置している。1914年（大正3年）に館山町と合併して廃止された。

## 地理
現在の館山市では市域を10地区に分けており、そのうちの一つ「館山地区」（2代目館山町域）の西側が旧豊津村域にあたる（東側が初代館山町域）。現代の町名（大字）では、東から沼（ぬま）・宮城（みやぎ）・笠名（かさな）・大賀（おおか）にあたる。
沼地区の沖合にあった鷹ノ島（高ノ島）や、大賀地区の沖合にあった沖ノ島は、当村ではなく館山町の所属であった（現在も館山市大字館山に属している）。
「豊津」は明治時代に村が編成された際に新たに命名された瑞祥地名である。現在は、市の運営する「豊津ホール」（豊津地区学習等供用施設）や豊津橋などに名を残す。

## 歴史

### 前近代
沼という地名は沼沢地が広がっていたことが由来とされる。沼地区の内陸丘陵部には、大寺山洞窟遺跡など縄文時代から古墳時代にかけての遺跡がある。
『保元物語』において源義朝のもとに馳せ参じた武士として挙がる沼平太は、沼村の武士と考えられている。1097年（永長2年）、安房国司源親元によって沼地区に総持院（通称「沼の大寺」）が創建された。
江戸時代、沼村は内陸（岡方）の農業集落と沿岸（浜方）の漁業集落に分かれており、漁業集落を「（沼村之内）柏崎村」と呼んでいた。その後、柏崎は「柏崎浦」として分立した。

### 近代
1878年（明治11年）に郡区町村編制法が施行された際、沼村・柏崎浦・宮城村が連合し（連合戸長役場）、大賀村・笠名村は香村ほか2村と連合した。1884年（明治17年）に戸長役場の管轄変更が行われた際に、のちに豊津村となる領域が一つの連合となった。
1889年（明治22年）、町村制の施行により沼村・柏崎浦・宮城村・笠名村・大賀村が合併し、豊津村となった。豊津という村名は新たに選定されたもので、この村が鏡ケ浦（館山湾）に面し船舶が出入りする港（津）であり、将来この港が発展することを願ったものである。村域は5つの大字（沼・柏・宮・笠・大。旧村名の頭字を採ったもの）に分けられた。豊津村は発足当初より館山町（初代）と町村組合を組織して自治を行っていたが、1914年（大正3年）に館山町（初代）と合併し、新たに館山町（2代目）が発足した。
なお、1923年（大正12年）には関東大震災に伴い、沼から大賀にかけての海岸が隆起した。この隆起を利用して埋め立てが行われ、海軍館山飛行場が置かれた（現在は海上自衛隊館山航空基地が置かれている）。この埋立地には、第二次世界大戦後に富士見（ふじみ）という大字が命名されている。

### 行政区画・自治体沿革
- 1889年（明治22年）4月1日 - 町村制の施行により沼村、柏崎浦、宮城村、笠名村、大賀村が合併して発足。
- 1914年（大正3年）4月1日 - 館山町と合併し、改めて館山町を新設。同日豊津村廃止。

## 社会
豊津村域では漁業と農業が伝統的な生業であった。
明治時代、宮城地区出身の蛯原久五郎は、上総大堀村（青堀町を経て現在は君津市の一部）で海苔の養殖技術を学び、宮城・笠名・大賀地区に海苔養殖を広めた。「宮城海苔」の名で特産品となったが、関東大震災による海底隆起によって養殖は不可能となった。